# Le Procès Eichmann
Pour plus de détails, voir Fiche technique et Distribution.
Le Procès Eichmann (The Eichmann Show) est un téléfilm britannique réalisé par Paul Andrew Williams  pour la BBC en 2015 et produit par Laurence Bowen et Ken Marschall pour Feelgood Fiction.
Il est basé sur l'histoire vraie de la façon dont le producteur de télévision américain Milton Fruchtman et le directeur de la télévision sur liste noire Leo Hurwitz sont venus diffuser le procès de l'un des nazis les plus notoires de la Seconde Guerre mondiale, Adolf Eichmann, en 1961.

## Synopsis
En 1961, l'ancien nazi Adolf Eichmann est capturé par des agents israéliens et traduit en justice. Le producteur de télévision américain Milton Fruchtman croit fermement que le procès, avec ses témoignages sur les atrocités nazies, devrait être télévisé pour montrer au monde le drame de l'Holocauste et pour lutter contre toute résurgence du nazisme. Il s'associe au réalisateur inscrit sur la liste noire du maccarthysme : Leo Hurwitz. Malgré les menaces de mort, la réticence à coopérer de plusieurs réseaux, et même la résistance du Premier ministre israélien, David Ben Gourion, qui craint un « procès-spectacle », les deux hommes persistent. Ils décident de cacher les caméras dans la salle d'audience. Édité quotidiennement et diffusé dans une trentaine de pays, le Eichmann Show devient le tout premier documentaire télévisé mondial.

## Fiche technique
- Titre original : The Eichmann Show
- Titre français : Le Procès Eichmann
- Réalisation : Paul Andrew Williams
- Scénario : Simon Block
- Direction artistique : Grenville Horner
- Décors : Algis Garbaciauskas et Fleur Whitlock (supervision) ; Asta Urbonaite
- Costumes : Daiva Petrulyte
- Photographie : Carlos Catalán
- Montage : James Taylor
- Musique : Laura Rossi
- Production : Laurence Bowen, Ken Marschall
- Casting : Julie Harkin
- Société de production : Feelgood Fiction, British Broadcasting Corporation (BBC), Vistaar Religare Film Fund, Lithuanian Tax Incentive for Film Production
- Société de distribution : BBC2 (Royaume-Uni) ; The Weinstein Company (États-Unis)
- Pays de production :  Royaume-Uni,  Lituanie
- Langues originales : anglais, hébreu et allemand
- Format : couleur - 35 mm - 1,85:1 - son stéréo
- Genre : Film biographique
- Durée : 90 minutes (au Royaume-Uni) ; 96 minutes (au États-Unis)
- Dates de sortie : 
  - Royaume-Uni : 20 janvier 2015 sur BBC

## Distribution
- Martin Freeman : Milton Fruchtman
- Anthony LaPaglia : Leo Hurwitz
- Rebecca Front : Mlle Landau
- Andy Nyman : David Landor
- Nicholas Woodeson : Yaakov Jonilowicz
- Ben Addis : Ron Huntsman
- Caroline Bartleet : Judy Gold
- Ed Birch : Millek Knebel
- Zora Bishop : Eva Fruchtman
- Dylan Edwards : Roy Sedwell
- Nathaniel Gleed : Tommy Hurwitz
- Ben Lloyd-Hughes : Alan Rosenthal
- Vaidotas Martinaitis : Adolf Eichmann
- Solomon Mousley : Perry
- Anna-Louise Plowman : Jane Hurwitz
- Justin Salinger : David Arad
- Nell Mooney : la femme du journaliste au New York Times
- Ian Porter : le journaliste au New York Times
- Samuel West : le narrateur (en VO)

## Post-scriptum
Le post-scriptum du film se lit comme suit : « Après avoir ajourné le 14 août, les juges ont déclaré Eichmann responsable des terribles conditions à bord des trains à destination d'Auschwitz et d'avoir obtenu des Juifs pour remplir ces trains. Eichmann a également été reconnu coupable de crimes contre l'humanité, de crimes de guerre et de crimes contre les Polonais, les Slovènes et les Tsiganes. Adolf Eichmann a été pendu le 31 mai 1962. Ses cendres ont été jetées à la mer. » 
Les films produits et réalisés quotidiennement par Milton Fruchtman et Leo Hurwitz constituent la toute première série documentaire télévisée mondiale. C'était la première fois que l'horreur des camps de la mort nazis était entendue à la télévision, de la bouche de 112 témoins survivants. À la suite de son travail sur le procès Eichmann, Milton Fruchtman a remporté un prix Peabody et a poursuivi sa carrière à la télévision américaine. Leo Hurwitz a continué à réaliser des films documentaires. Il est devenu professeur de cinéma et président du Graduate Institute of Film and Television de l'université de New York.